# Operacja Tarnegol
Operacja Tarnegol (hebr. מִבְצָע תַּרְנְגוֹל, Miwca Tarnegol) – izraelska operacja wojskowa przeprowadzona 28 października 1956 roku przez Siły Powietrzne Izraela, dzień przed wybuchem kryzysu sueskiego. Jej celem było zestrzelenie egipskiego samolotu Ił-14 transportującego egipskich oficerów oraz, jak zakładano, szefa sztabu gen. Abd al-Hakima Amira z Syrii do Egiptu.
Operacja zakończyła się częściowym sukcesem. Samolot Ił-14 został zestrzelony, ale na jego pokładzie nie było gen. Amira, który, jak się później okazało, przełożył swój lot powrotny z Syrii. W wyniku zestrzelenia zginęło 16 oficerów oraz dwóch pilotów samolotu.
Fakt, iż Ił-14 został zestrzelony w wyniku izraelskiej operacji, był tajemnicą do 1989 roku. Do tego czasu utrzymywano, że była to katastrofa lotnicza.

## Tło historyczne
26 lipca 1956 roku prezydent Egiptu Gamal Abdel Naser ogłosił nacjonalizację Kanału Sueskiego. Wszystkie aktywa Towarzystwa Kanału Sueskiego zostały znacjonalizowane. Następnego dnia bank centralny nakazał towarzystwu przekazanie wszystkich posiadanych rachunków bankowych rządowi (łącznie 2 mln funtów egipskich). 30 lipca w Londynie podjęto decyzję, że międzynarodowa kontrola nad kanałem zostanie przywrócona podczas operacji wojskowej, co poparła również Francja. 21 września, po serii spotkań z przedstawicielami rządu francuskiego, rząd Izraela zgodził się na podporządkowanie planom francusko-brytyjskim w zamian za przekazanie technologii nuklearnej. 24 października Francja, Wlk. Brytania i Izrael podpisały umowę o trójstronnej współpracy w kwestii ataku na Egipt. Operacja miała się rozpocząć 28 października atakiem wojsk izraelskich. Następnie Wlk. Brytania i Francja miały wystąpić w roli rozjemców. Zakładano, że Naser odrzuci rokowania pokojowe, co sprowokowałoby rozpoczęcie działań zbrojnych przez Brytyjczyków i Francuzów.

## Operacja

### Przygotowania
Prezydent Naser zdawał sobie sprawę, że nacjonalizacja Kanału Sueskiego może skutkować konfliktem zbrojnym. Egipcjanie i Syryjczycy założyli, że do wojny po stronie Francji i Wlk. Brytanii może przyłączyć się Izrael. Przewaga w ilości sprzętu i żołnierzy sprawiała, że ewentualny konflikt mógł być traktowany jako rewanż za porażkę koalicji arabskiej podczas wojny z 1948 roku . W 1956 roku sytuacja w regionie zaczęła się zaogniać ze względu na starcia, do których dochodziło na granicach izraelsko-egipskiej i izraelsko-jordańskiej. Wobec tego Egipt postanowił zaplanować jednoczesne uderzenie na Izrael z Syrią. W ramach prac nad koordynacją ataku rankiem 28 października 1956 roku do Damaszku wyleciała delegacja ze sztabu egipskiej armii z samym szefem sztabu gen. Abd al-Hakimem Amirem .
Informacja o wylocie i planie powrotu jeszcze tego samego dnia dotarła do izraelskiego wywiadu wojskowego z ogólnodostępnych źródeł. W tym samym dniu podjęto decyzję o zestrzeleniu samolotu w drodze powrotnej, aby pozbawić egipskie dowództwo szefa sztabu oraz oficerów wyższego szczebla przed atakiem francusko-brytyjsko-izraelskiej koalicji na Egipt. Wobec tego wszystkie obsługi izraelskich radarów postawiono w stan gotowości w celu wykrycia wracającego samolotu Ił-14 .
28 października Izrael posiadał wyłącznie trzy myśliwce Gloster Meteor NF.13, w tym tylko jeden, o numerze bocznym 52 ze 119. Eskadry Sił Powietrznych Izraela, był gotowy do lotu. Jego pilotem był Jo’asz Cidon, a nawigatorem Eljasziw Brosz  . Posiadana przez Izrael wersja Meteora posiadała zamontowany w dziobie radar Westinghouse AN/APS-21, a działka kal. 20 mm przeniesiono do skrzydeł, co zmniejszało zasięg ognia. Radar ten, po wcześniejszym skalibrowaniu, pozwalał na wykrycie celu z odległości 28 km, ale pod warunkiem, że myśliwiec leciał na podobnej wysokości, na której znajduje się cel. Ponadto Meteor posiadał silnik o dużym spalaniu, co wymuszało szybką lokalizację egipskiego samolotu, aby Cidon mógł bezpiecznie wrócić z misji .

### Przebieg operacji
Około godziny 21:30 samolot Ił-14 wystartował z lotniska w Damaszku . Po odprawie Izraelczycy wystartowali i udali się w ogólnym kierunku północno-zachodnim, nad Morze Śródziemne. Po 25 minutach poszukiwań Cidon z nawigatorem nie zauważyli celu. Stacja radarowa w Hajfie nakazała wzniesienie się myśliwca na wysokość 15 000 m n.p.m. W tym samym momencie pilot zgłosił prawdopodobną usterkę systemu przekazującego paliwo ze zbiorników w skrzydłach Meteora (późniejsze testy wykazały, że izraelscy piloci nie wiedzieli o tym, że dźwignia układu sprężania paliwa powinna znajdować się w odpowiedniej pozycji, aby system działał prawidłowo). Chwilę później Cidon otrzymał informację od kontrolera, że cel znajdował się ok. 3–4 mile morskie za myśliwcem . Wykrycie samolotu transportowego ułatwił fakt, iż egipski pilot nadawał regularnie swoją pozycję w kodzie Q. Komunikaty były przechwytywane przez stacje radarowe, które z kolei naprowadzały Cidona.
Do kontaktu wzrokowego doszło w odległości ok. 45–50 mil morskich od Atlit. Cidon otrzymał rozkaz potwierdzenia celu. Identyfikacja była ułatwiona, ponieważ Iljuszyn leciał z włączonymi światłami nawigacyjnymi oraz oświetleniem wewnętrznym w przedziale pasażerskim. Po otrzymaniu potwierdzenia, że jest to egipski samolot transportowy dowódca Sił Powietrznych Izraela, gen. Dan Tolkowski, wydał rozkaz zestrzelenia Iła. W tym momencie oba samoloty znajdowały się na wysokości Zichron Ja’akow, ok. 55 mil morskich od wybrzeża Izraela  .
Po otrzymaniu zgody na ostrzał Cidon ustawił swój myśliwiec za Iłem w takiej pozycji, aby cel znajdował się nieznacznie nad nim. Użyte pociski smugowe utrudniały nawigatorowi potwierdzenie trafienia. Ostatecznie przekazano Tolkowskiemu informację o uszkodzeniu Iljuszyna. Brosz zakomunikował jednak, że działka w prawym skrzydle się zacięły. Prowadzenie ostrzału wyłącznie z lewego skrzydła sprawiło, że Meteor gwałtownie obrócił się w lewo, a Cidon miał problemy z utrzymaniem toru lotu i wysokości. Drugą serię wycelował w końcówkę prawego skrzydła Iljuszyna. W ten sposób ponowny obrót Meteora skierował serię nie tylko na skrzydło, ale również na kadłub. Doszło do zapalenia jednego z silników, samolot zaczął spadać i rozbił się w wodzie na wysokości Aszdodu  .
Kontroler podał Cidonowi ogólny kierunek powrotu na wschód do bazy Chacor. W celu ułatwienia nawigowania Cidon ustawił radiokompas myśliwca na rozgłośnię radia Głos Izraela. Lądowanie na lotnisku bazy odbyło się przy pomocy nawigatorów z bazy Chacor i z pustymi zbiornikami paliwa . Po wylądowaniu Meteor musiał zostać odholowany z pasa do hangaru .

## Następstwa operacji
Ił-14 po trafieniu zdołał nadać sygnał SOS, ale nie został on odebrany przez Egipcjan. 29 października Egipcjanie zwrócili się z pytaniem do dowództwa w Damaszku, czy samolot transportowy w ogóle opuścił Syrię. Potwierdzono, że samolot opuścił Syrię, a ostatni raz kontaktowało się z nim lotnisko w Bejrucie o 21:58. Później kontakt z Iljuszynem został zerwany. Marokańczycy poinformowali, że po godzinie 22:00 otrzymali sygnał SOS od niezidentyfikowanego samolotu. Egipskie Siły Powietrzne na następny dzień podjęły próby poszukiwania samolotu. Jednak samoloty poszukiwawcze zostały przechwycone przez cztery brytyjskie Hawker Huntery, które próbowały zmusić Egipcjan do lądowania na Cyprze.
29 października o godzinie 18:15 podano informację, że w samolocie zginęło 16 oficerów wraz z załogą  . 30 października izraelska gazeta „Dawar” podała, że w samolocie znajdowało się łącznie 18 osób. Domniemywano, że wśród nich mógł być gen. Amir. Poinformowano także o tym, iż Brytyjczycy zorganizowali własną akcję poszukiwawczą samolotu w pobliżu izraelskiego wybrzeża, aby uniknąć dalszych napięć pomiędzy Egiptem i Izraelem. Poszukiwania wzdłuż libańskiego wybrzeża prowadziły również siły powietrzne Libanu i Syrii. Izraelczycy dowiedzieli się później, że gen. Amir przesunął swój powrót do Kairu na późniejszą godzinę .
Szczegóły operacji ujawniono 20 stycznia 1989 roku, kiedy gazeta „Ma’ariw” opublikowała wywiad z Cidonem. Wówczas okazało się, że zniknięcie samolotu nie było rezultatem katastrofy, a zaplanowanym atakiem.